# Richard Dixon Oldham
Richard Dixon Oldham (31 juillet 1858 - 15 juillet 1936) est un géologue britannique.
Formé à l'internat de Rugby School puis étudiant de la Royal School of Mines, Oldham obtient dès 1879 le poste de directeur-adjoint au Geological Survey of India, en charge des recherches sur l'Himalaya. Ses rapports vont des variations climatiques à la géologie de la Plaine indo-gangétique.
Étudiant un séisme au Guatemala, il observe en 1906 que les ondes sismiques P laissent une « zone d'ombre » à la surface de la Terre et que les ondes S ont un retard à l'arrivée pour des distances angulaires supérieures à 120−130°. Il en déduit que le centre de la terre, plus précisément le noyau, doit être liquide, ce changement de propriété étant à l'origine de la zone d'ombre et de la réfraction de ces ondes sismiques. Il reçoit la médaille Lyell en 1908.